# Шоркистринское сельское поселение
Шоркистри́нское се́льское поселе́ние (чув. Энĕшпуç ял тăрăхĕ) — муниципальное образование в составе Урмарского района Чувашской Республики. Административный центр — село Шоркистры. На территории поселения находятся 4 населённых пункта — 1 село, 1 поселок сельского типа и 2 деревни.
Образовано 1 января 2006 года. До 1991 года называлось Шоркистринский сельский совет. С 1991 по 2005 год — Шоркистринская сельская администрация.
Общая земельная площадь сельского поселения — 3607 га.

## Социальная инфраструктура
Социальная инфраструктура поселения включает следующие организации и объекты:
- Православная церковь Иоанна Богослова;
- Шоркистринская средняя общеобразовательная школа;
- Дошкольная разновозрастная группа «Радуга» при Шоркистринской СОШ;
- Филиал Урмарской детской школы искусств;
- Центральный сельский дом культуры;
- Сельская библиотека — филиал Урмарской ЦБС;
- Филиал №4436/04 Урмарского отделения Сбербанка;
- Фельдшерско-акушерский пункт;
- Детские сад «Малыш»;
- Отделение почтовой связи;
- Стадион;
- Сельский дом культуры поселка Шоркистры;
- Сельский клуб – в д. Ичернер- Атаево;
- Начальная  школа в д.Хоруй;
- Фельдшерский пункт в д.Хоруй;
- Сельский дом культуры в д.Хоруй;
- Сельская библиотека-филиал Урмарской ЦБС в д.Хоруй.

## Географические данные
Поселение находится в пределах Чувашского плато у истока реки Малый Аниш.

### Климат
Климат сельского поселения континентальный, с теплым, иногда жарким летом и умеренно холодной, продолжительной, снежной зимой.
Среднегодовая температура воздуха равна 3˚С. В годовом ходе среднемесячная температура изменяется от –13˚ в январе до +18,7˚ в июле. Абсолютные значения температур равны – 42˚ и +37˚. Продолжительность безморозного периода в среднем составляет 143 дня, со второй декады мая до конца третьей декады сентября. Устойчивые морозы наступают в середине ноября и держатся в среднем 120 дней до второй декады марта.
Теплая сухая погода устанавливается обычно в мае. Для летних месяцев (июнь — август) характерна устойчивая теплая погода, временами жаркая и сухая. 
Территория поселения относится к зоне достаточного увлажнения. Среднегодовая относительная влажность воздуха составляет 77 %, максимальная влажность – до 88 % отмечается в холодный период года. В летний период возможно снижение влажности до 30 % (около 25 дней, приходящихся в основном на май — июнь).
В среднем за год выпадает около 490 мм осадков с максимумом в теплый период – порядка 340 мм. Летом преобладают ливневые осадки, а зимой – обложные малой интенсивности. Однако могут быть значительные отклонения по годам и в ту, и в другую сторону.

### Геологические особенности
Рельеф представлен холмистым плато, в основном покрытый лиственными лесами, расчленённый многочисленными оврагами на ряд пологих увалов и отдельных возвышенностей. Длина оврагов изменяется от 100—200 м до 2—3,5 км, глубина — от 1 до 10 м. На территории поселения имеются месторождения кирпичных суглинков и глин. Месторождение эксплуатируется кооперативом «Шоркистринский».

## Экономика
На территории поселения расположены кооператив «Шоркистринский», производящий строительные блоки, картофель,  Шоркистринское лесничество Янтиковского лесхоза, железнодорожная станция Шоркистры, 7 магазинов, филиал Сбербанка. Все населённые пункты поселения газифицированы и соединены дорогами с асфальтобетонным покрытием. Готовится проектно-сметная документация по асфальтированию улиц населенных пунктов и обеспечению населения чистой водой.

## Населённые пункты
Численность населения — 1904 человек (658 домохозяйств).
На территории поселения находятся следующие населённые пункты:
| Название       | Тип населённого пункта       | Население |
| -------------- | ---------------------------- | --------- |
| Шоркистры      | Село, административный центр | 1133      |
| Шоркистры      | Посёлок сельского типа       | 486       |
| Ичеснер-Атаево | Деревня                      | 83        |
| Хоруй          | Деревня                      | 202       |